# مونیکا دجنارو

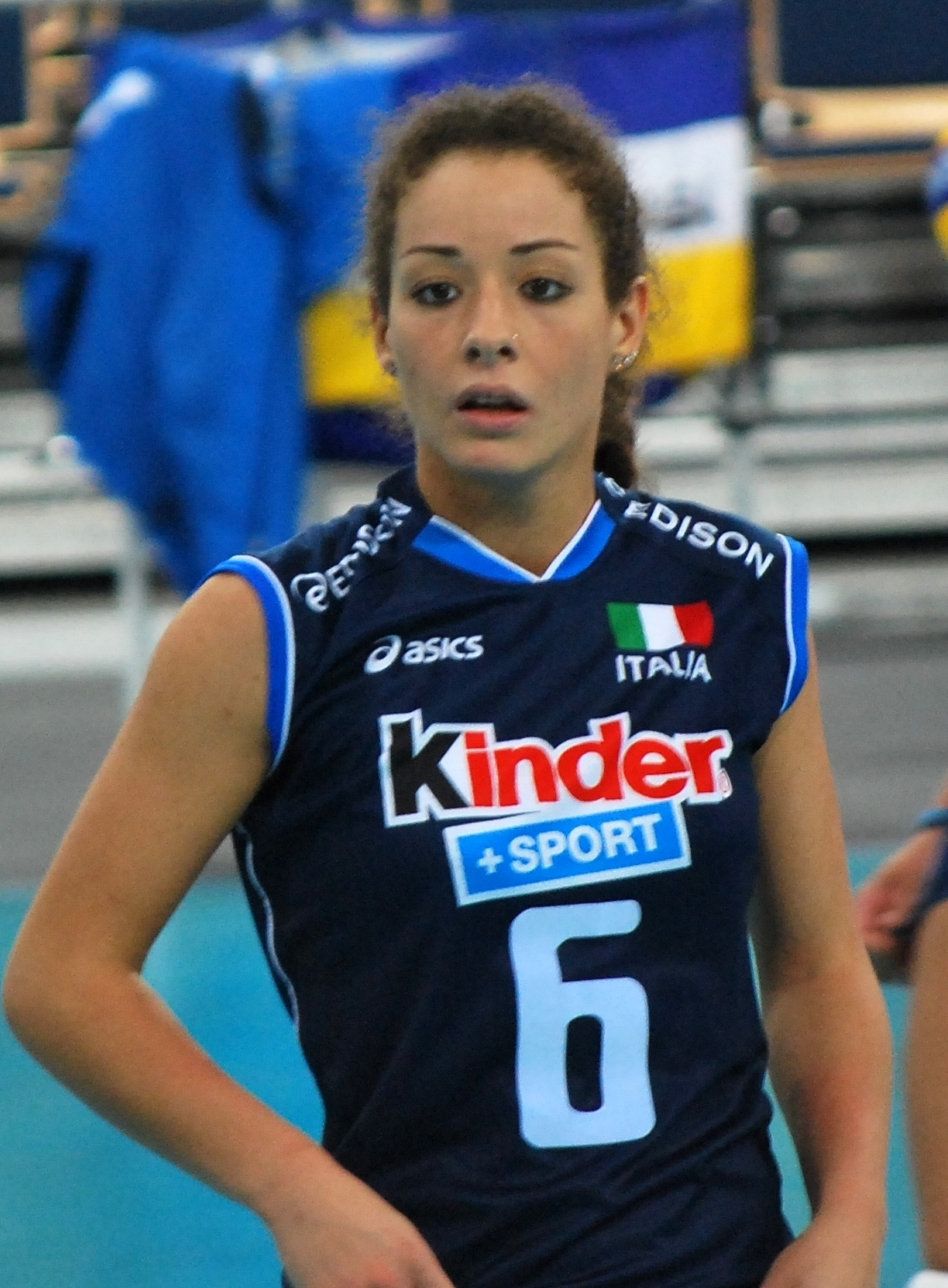

مونیکا دجنارو (انگلیسی: Monica De Gennaro) بازیکن تیم ملی والیبال زنان ایتالیا است.
دجنارو در قهرمانی جهان ۲۰۱۴ میلان به عنوان بهترین لیبرو مسابقات انتخاب شد.